# Ronhuberia
Ronhuberia es un género de coleópteros adéfagos de la familia Carabidae.

## Especies
Contiene las siguientes especies:
- Ronhuberia eurytarsipennis (W. Horn, 1905)
- Ronhuberia fernandezi (Cassola, 2000)